# Caio Sulpício Pético
Caio Sulpício Pético (em latim: Caius Sulpicius Peticus) foi um político da gente Sulpícia da República Romana, eleito cônsul por cinco vezes, em 364, 361, 355, 353 e 351 a.C.. e foi nomeado ditador em 358 a.C.. De origem patrícia, é possível também que tenha sido a mesma pessoa citada como tribuno consular em 380 a.C. e censor em 366 a.C. juntamente com Aulo Postúmio Albino Regilense.

## Tribuno consular (380 a.C.)?
Se for a mesma pessoa, Caio Sulpício foi eleito, segundo os Fastos Capitolinos, com Sérvio Cornélio Maluginense, Lúcio Valério Publícola, Cneu Sérgio Fidenato Cosso, Licínio Menênio Lanato, Lúcio Emílio Mamercino, Tibério Papírio Crasso, Lúcio Papírio Crasso (ou Mugilano) e Públio Valério Potito Publícola. Lívio nomeia seis cônsules para o ano: Lúcio e Públio Valério, o primeiro pela quinta vez e o segundo, pela terceira, Caio Sérgio, pela terceira vez, Licínio Menênio, pela segunda vez, e depois Públio Papírio e Sérvio Cornélio Maluginense.
O ano foi marcado pela disputa entre patrícios e plebeus sobre a questão dos cidadãos romanos caídos em escravidão por dívidas. Deste conflito se aproveitaram os prenestinos, que chegaram até a Porta Colina. Para tratar de derrotar o inimigo externo, mas ainda assim limitando os poderes dos tribunos da plebe, o Senado nomeou ditador Tito Quíncio Cincinato Capitolino, que levou os romanos à vitória.

## Primeiro consulado (364 a.C.)
Foi eleito cônsul pela primeira vez em 364 a.C. com o colega Caio Licínio Calvo Estolão, um dos dois tribunos da plebe promotores das Leges Liciniae Sextiae, que permitiram aos plebeus o acesso ao consulado . Durante o ano, continuou a lutar contra uma epidemia de peste que assolava Roma e que, no ano anterior, levou Marco Fúrio Camilo. Neste ano foram realizadas as primeiras Ludi scenici, uma forma antiga do teatro latino.

## Segundo consulado (361 a.C.)
Em 362 a.C., foi legado do cônsul plebeu Lúcio Genúcio Aventinense e, logo depois de sua morte, comandou o exército que repeliu um ataque dos hérnicos ao território romano. No ano seguinte, foi eleito cônsul pela segunda vez, novamente com Lúcio Genúcio Aventinense. Os cônsules então marcharam com o exército contra os hérnicos e conquistaram a cidade de Ferentino. Contudo, ao retornarem para Roma, somente Pético recebeu a honra de realizar um triunfo. Com a chegada dos gauleses, o comando das tropas foi entregue ao novo ditador, Tito Quíncio Peno Capitolino

## Ditador (358 a.C.)
Em 358 a.C., Caio Sulpício foi nomeado ditador pelo Senado para enfrentar a invasão dos gauleses, que haviam invadido o território romano até a cidade de Pedum. Marco Valério Publícola foi escolhido como seu mestre da cavalaria (magister equitum).
A estratégia do ditador era de esperar, apesar dos romanos estarem dispostos a entrar logo em batalha, porque os gauleses se enfraqueciam a cada dia de inatividade, em uma posição desfavorável, sem suprimentos adequados e sem armarem uma defesa, já que a sua força eram os movimentos rápidos. Os soldados, porém, estavam insatisfeitos com a inatividade, e escolheram um legionário, Sexto Túlio, que era o primeiro centurião pela sétima vez, para falar com Sulpício após o discurso, Sulpício observou que os soldados estavam quase se lançando ao ataque, sendo contidos pelos centuriões e resolveu não mais postergar a batalha.
Quando ocorreu a batalha, os gauleses pressionaram o lado direito dos romanos, e Sulpício, que estava nesta ala, viu os romanos fraquejarem e os reprimiu, lembrando-lhes que eles antes haviam dito que iriam à guerra mesmo sem seu comandante, mas agora, mesmo com o comandante lutando entre eles, eles estavam se mostrando covardes. Envergonhados, os romanos se lançaram ao ataque, e, com a ajuda da cavalaria, fizeram os gauleses debandarem. O ditador então levou o ataque para a esquerda e chamou os que estavam na montanha; os gauleses fugiram em desordem para seu acampamento, mas foram recebidos por Marco Valério e a cavalaria, que os massacraram.
Sulpício celebrou um triunfo por esta vitória, o triunfo sobre gauleses mais valorizado desde a época de Camilo:
| “ | Desde Marco Fúrio, nenhum mereceu mais que Caio Sulpício celebrar um triunfo sobre os gauleses. Ele recolheu os espólios dos gauleses, uma notável quantidade de ouro, que ele consagrou aos deuses no Capitólio ordenando que o ouro fosse enterrado numa cela subterrânea. | ” |
|   | — Lívio, Ab Urbe condita VII, 15. |   |

## Terceiro consulado (355 a.C.)
Em 355 a.C., foi eleito novamente, desta vez com o patrício Marco Valério Publícola, uma violação da Lex Licinia Sextia. Apesar dos protestos da plebe e dos tribunos da plebe, os dois cônsules conseguiram também que o cargo fosse ocupado por dois patrícios no ano seguinte.
| “ | Depois de algumas reuniões do povo no Campo de Marte e muitos dias dedicados às assembleias e findo o conflito, a perseverança dos cônsules finalmente prevaleceu: os plebeus chegaram a tal ponto de exasperação e seguiram tristemente seus tribunos, que andavam berrando que liberdade havia se perdido e que eles teriam que abandonar não apenas o Campo de Marte, mas a própria Roma, que estava prisioneira e sendo oprimida pela tirania patrícia. Mas os cônsules, abandonados por uma parte da população e apesar do exíguo número de votantes, terminaram as eleições com igual determinação. | ” |
|   | — Lívio, Ab Urbe condita VII, 18.. |   |

## Quarto consulado (353 a.C.)
No final de 354 a.C., mesmo com a taxa de juros tendo sido reduzida para 8 1/3 por cento, os plebeus continuavam sem conseguir pagar suas dívidas, e, com outros problemas, não se preocupavam com a vida política; o consulado, portanto, de novo recaiu sobre dois patrícios, Caio Sulpício Pético (pela quarta vez) e Marco Valério Publícola (pela segunda).
Chegaram rumores de duas guerras, uma contra os nativos de Cere (Cerveteri), que poderiam se aliar aos tarquínios, e outra, trazida pelos enviados do Lácio, contra os volscos. O Senado se preparou para as duas, entregando o comando de um exército a cada cônsul: Sulpício recebeu o comando da guerra contra os etruscos, que parecia ser a mais séria, e Valério, da contra os volscos. Quando Valério estava atuando contra os volscos, chegaram notícias do ataque de Cere contra os campos de sal dos romanos; Valério foi chamado de volta, indicou Tito, filho de Lúcio Mânlio, como ditador e este indicou Aulo Cornélio Cosso como seu mestre da cavalaria. Vendo que o exército era suficiente, e autorizado pelo senado e o povo, Tito declarou guerra a Cere.
O povo de Cere, porém, ficou aterrorizado com a perspectiva de uma guerra contra os romanos, enviou uma embaixada que pediu perdão e suplicou por paz, e conseguiu uma trégua de cem anos.
Ao final do ano, os tribunos da plebe não queriam permitir novas eleições até que a Lei Licínia fosse aplicada, e o ditador estava disposto a abolir o consulado em preferência a fazê-lo ser uma propriedade conjunta de patrícios e plebeus. As eleições só ocorreram após a renúncia do ditador e houve um período de governado por interrexes, após o qual, em conformidade com a Lei Licínia, foram eleitos o patrício Públio Valério Publícola e o plebeu Caio Márcio Rutilo.

## Interrex (352 a.C.)
No final de 352 a.C., continuam as tensões políticas decorrentes das tentativas patrícias de impedir a eleição de um cônsul plebeu. O ditador Caio Júlio Julo tentou eleger dois patrícios, sem sucesso. O Senado então aponta Caio Sulpício como interrex para suceder ao ditador, em final de mandato. O interrex seguinte, Marco Fábio, organiza a eleição, que termina com a eleição de Caio Sulpício pela quinta vez.

## Quinto consulado (351 a.C.)
Em 351 a.C., foi eleito cônsul pela última vez, com o colega Tito Quíncio Peno Capitolino Crispino, em seu segundo mandato. Caio Sulpício comandou a campanha contra Tarquínia e Tito Quíncio, a contra os faliscos. Os dois continuaram a guerra contra Tarquínia e arrasaram seu território para obrigá-los a aceitar uma trégua que perduraria por 42 anos. A eleição de um censor era necessária, mas Caio Sulpício e Tito Quíncio se opuseram à candidatura do plebeu Caio Márcio Rutilo, em vão, pois ele acabou eleito.